# 라피아

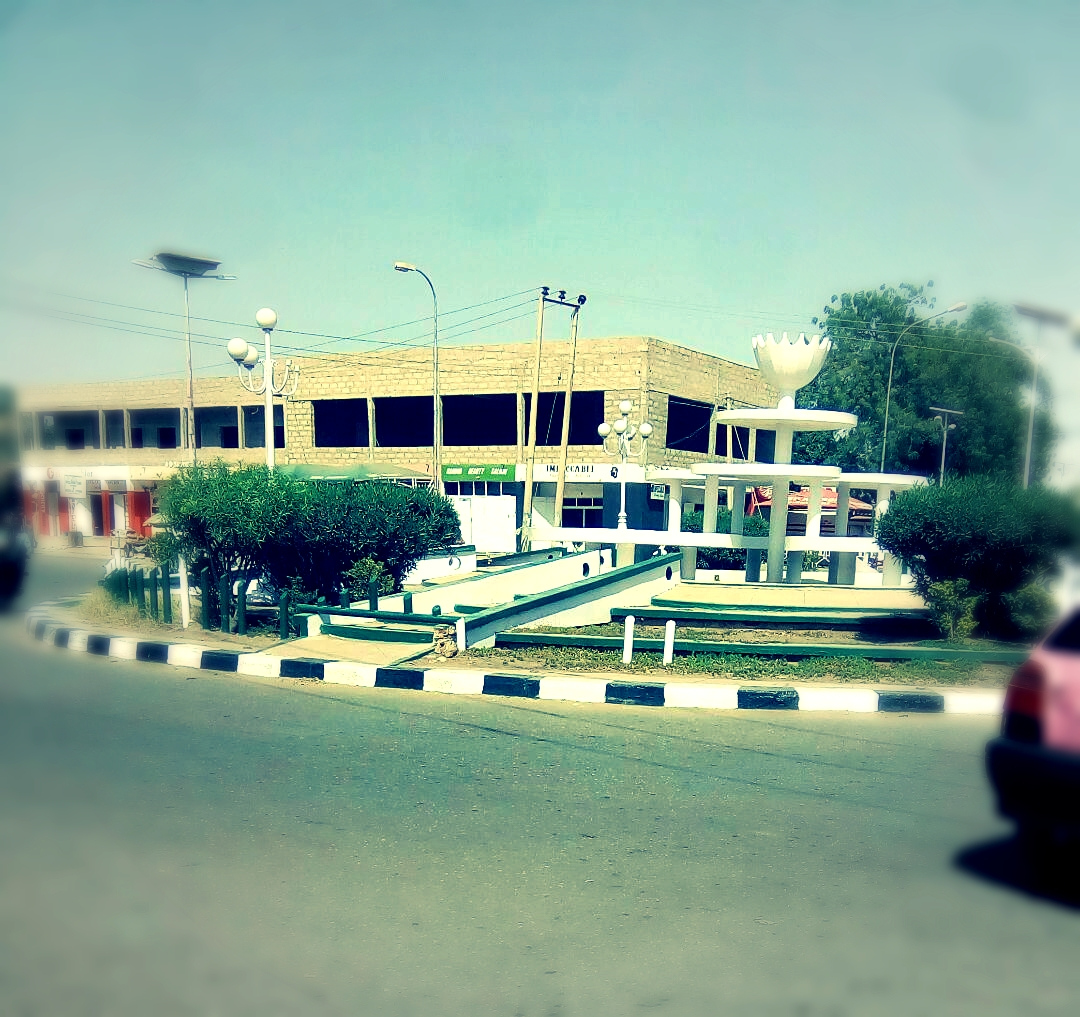

라피아(Lafia)는 나이지리아 중부에 위치한 나사라와주의 주도로 면적은 2,756.44km2, 인구는 330,712명(2006년 기준)이다.